# Monte Aýrybaba
El Aýrybaba (también escrito Gora Ayribaba y desde 2004 oficialmente Beýik Saparmyrat Türkmenbaşy belentligi - monte de la Gran Saparmyrat Turkmenbashi) es la montaña más alta de Turkmenistán, con una altitud de 3138 m. Se encuentra ubicada en el macizo de Köýtendag de la cadena de Pamir-Alay, en el sureste de Turkmenistán, en la provincia de Lebap, justo en la frontera con Uzbekistán, en la provincia de Surjandarín y forma parte de la reserva natural de Koytendag.